# Anthophora atriceps
Anthophora atriceps là một loài Hymenoptera trong họ Apidae. Loài này được Pérez mô tả khoa học năm 1879.